# 约翰·莫特利
约翰·洛思罗普·莫特利（英語：John Lothrop Motley；1814年4月15日—1877年5月29日），是美国的一位著名历史学家和外交官，曾担任美国驻奥地利公使、美国驻英国公使。

## 生平
约翰·洛思罗普·莫特利於1814年4月15日出生於美國麻薩諸塞州多徹斯特，童年成長於戴德姆，曾就讀圓山學校與波士頓拉丁學校，並於1831年畢業於哈佛大學。他曾修習德國語言與文學，並於1832年–1833年間赴德國哥廷根大學學習，結識了日後成為德國首相的奥托·冯·俾斯麦，隨後他還與後者在柏林的腓特烈威廉大學（今柏林洪堡大學）修習民法。
1837年，莫特利與瑪莉·本傑明（Mary Benjamin）結婚。1839年，他匿名發表了小說《莫顿的希望》（Morton's Hope），以自己在德國大學學習的經驗為背景，當時沒有引起很大的關注，但日後被當成描繪俾斯麦少年時期的重要材料。
1856年，莫特利被選為美國古文物學會成員。

## 作品
- 《莫顿的希望》（1839年）

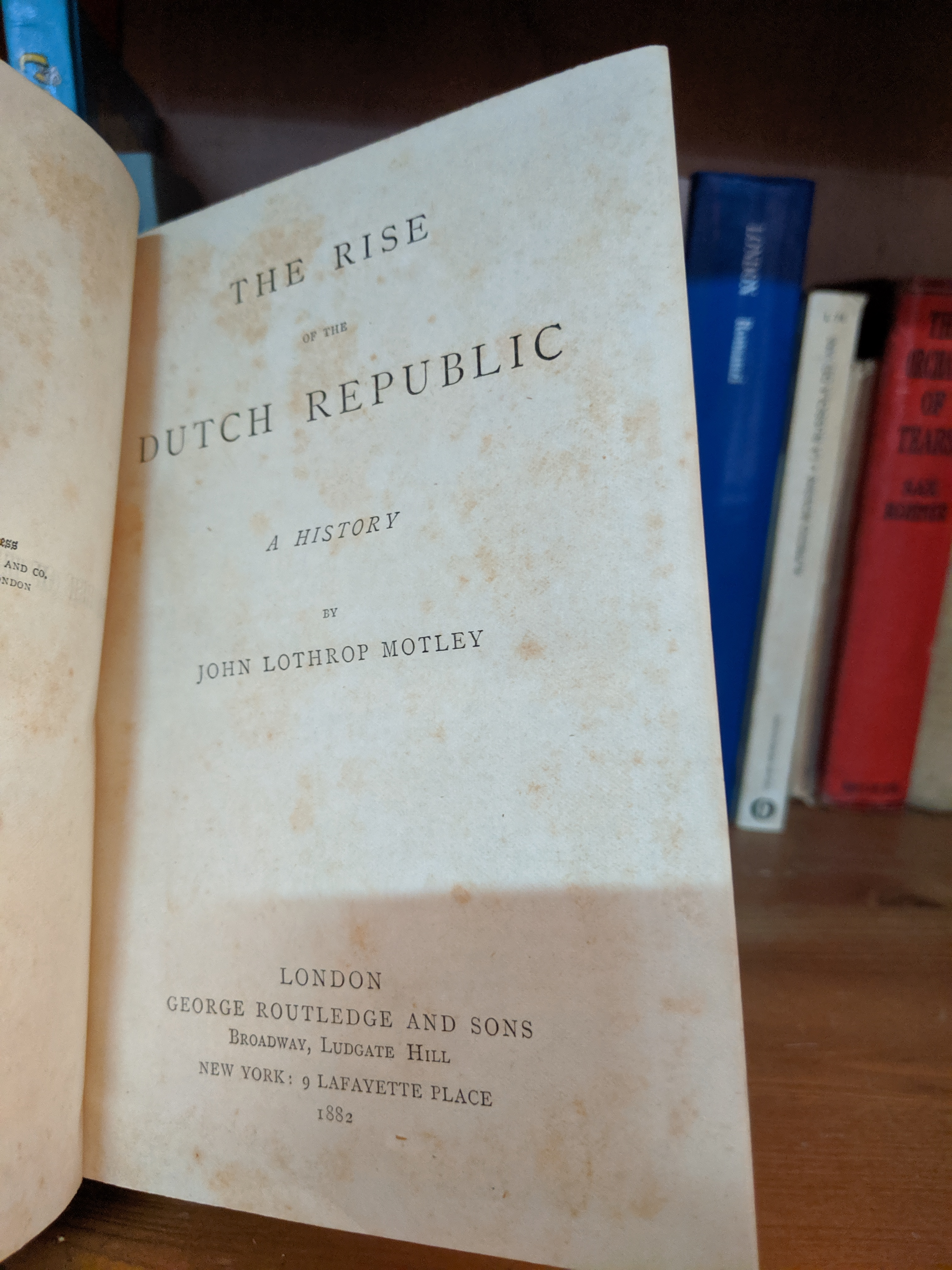
莫特利所著的《荷兰共和国的兴起》

- 《Life and Character of Peter the Great》（1845年）
- 《On Balzac's Novels》（1847年）
- 《快乐山》（1849年）
- 《Polity of the Puritans》（1849年）
- 《荷兰共和国的兴起》（1856年）
- 《Florentine Mosaics》（1857年）
- 《统一尼德兰史》（1867年）
- 《Causes of the Civil War in America》（1861年）
- 《Historic Progress and American Democracy》（1868年）
- 《Review of S. E. Henshaw's History of the Work of the North-West Sanitary Commission》（1868年）
- 《Democracy, the Climax of Political Progress and the Destiny of Advanced Races》（1869年）
- 《巴内韦尔德德约翰传》（1874年）

## 外部連結
- 约翰·莫特利的作品  - 古騰堡計劃
- 互联网档案馆中约翰·莫特利的作品或与之相关的作品